# パフェちっく!
『パフェちっく!』は、ななじ眺による日本の漫画作品。『マーガレット』（集英社）にて2000年9号から2007年13号まで連載された。2018年3月時点で電子版を含めた累計発行部数は500万部を記録している。
2004年には、集英社からドラマCDが発売された。
2010年から2011年にかけて、台湾でテレビドラマ化。2018年、日本でネットドラマ化された。

## 登場人物
亀山 風呼（かめやま ふうこ）（ドラマCD版 声：小清水亜美）（ネットドラマ版 演：髙橋ひかる）
主人公。すべてが『並』の高校2年生。元気で明るくおしゃれが大好きで、髪をいじることと子供と遊ぶことが好き。九九の七の段と四の段が言えない。
漫画家の姉がいていつも締め切り前はアシスタントとして手伝っている。大也が入部したからと、テニス部に入る。
新保 大也（しんぽ だいや）（声：鈴村健一）（演：中尾暢樹）
壱とはいとこ同士で女好き。風呼を好きだが、そのために風呼と別れることに。途中からテニス部に入部する。
新保 壱（しんぽ いち）（声：浪川大輔）（演：林裕一朗）
風呼の住むアパートの上の階に大也とともに住む。生徒会長。一見クールだが実際は違う。大也とはいとこ同士。伊織のことが好きだった。風呼のことが好きだと後に自覚。一年生の一学期には級長も務める秀才。
藤 秋桜（ふじ あきお）（声：山崎和佳奈）（演：川添野愛）
風呼のテニス部の先輩。美人かつ裏表のある性格であるが、根は優しい。かつては大也が好きであったが、現在は磯辺と交際中。のちに磯辺との子どもができる。
磯部 智（いそべ さとし）（声：岸尾大輔）（演：兼次要那）
秋桜の恋人。通称「磯っち」。バスケ部。犬のように人なつっこい性格。
小森ちさ（こもり ちさ）（演：井頭愛海）（X21）
風呼の友人。大也の友達の黒岩と付き合う。
大林真子（おおばやし まこ）（演：早乙女ゆう）
風呼の友人。高2になっても風呼と同じクラス。一度大也の友人にふられてしまうが、違う人と付き合う。
伊織恵（いおり けい）（演：立石晴香）
壱と大也の親たちが経営する会社に勤めていた。壱に好かれていた。彼氏がいるが壱とたびたび会っていた。
影近（かげちか）（演：紅甘）
壱のことが好き。生徒会の書記をやっている。風呼たちより一つ年上。
新保古都（しんぽ こと）
壱の妹で、お兄ちゃんが大好き。風呼のことを応援している。

## あらすじ
風呼は元気で明るい高校1年生。入学式の前日にいとこ同士の壱と大也がアパートの上に引っ越してきた。クールで優秀な壱と明るく女好きな大也は対照的。3人は同じ高校で、壱と風呼は同じクラスに。
優しく、女心をくすぐる大也に心をよせる風呼。しかし告白は失敗に終わる。落ち込む風呼を壱がなぐさめ、二人はどんどん仲良くなる。まだ大也を忘れられない風呼に壱が告白。一度断った風呼だが、文化祭で壱を探してしまう自分に気づき、風呼は壱への思いを認める。そして、二人が近づこうとしているときに、伊織さんが現れる。不安の募る風呼だが、壱に思いを伝え二人は両想いになる。しかし二人の表情は素直に幸せを感じているようではなかった。
風呼は伊織さんを気にし続ける壱に、ついに別れを告げる。泣く風呼をなぐさめる大也。風呼を笑わせようと大也は風呼とたくさん接するようになる。そして大晦日の日、壱は「伊織さんにもう会わない」と決意し、別れを告げた。大也は風呼に「付き合おう」と告白する。風呼は幸せになることを願い大也と付き合うことを決めた。
順調に付き合っていた風呼と大也だが、ある日壱が風呼に告白。「伊織さんとは完全にふっ切ったこと」も伝え、大也にも「風呼が好き」だと宣言する。大也への思いは変わらない風呼だが、焦り苛立つ大也。二人はぎくしゃくしてしまい、大也は風呼に別れを告げる。そんな3人も高校2年生になり、3人とも同じクラス。複雑な思いを抱えたまま3人は１学期を過ごす。しかし、大也の中国行きが決まり、風呼は改めて大也を思い出にできない自分に気づく。恋する気持ちが3人の間で揺れ動く。しかし、大也への強い思いが忘れられない風呼は大也の中国行の直前に大也へ再び思いを告げ二人は結ばれた。

## 書誌情報

### 漫画
- ななじ眺 『パフェちっく!』 集英社 〈マーガレットコミックス〉、全22巻
  1. 2000年9月25日発売[2]、ISBN 4-08-847277-2
  2. 2000年12月15日発売[3]、ISBN 4-08-847316-7
  3. 2001年4月25日発売[4]、ISBN 4-08-847361-2
  4. 2001年8月24日発売[5]、ISBN 4-08-847405-8
  5. 2002年1月25日発売[6]、ISBN 4-08-847460-0
  6. 2002年5月24日発売[7]、ISBN 4-08-847503-8
  7. 2002年9月25日発売[8]、ISBN 4-08-847548-8
  8. 2003年2月25日発売[9]、ISBN 4-08-847599-2
  9. 2003年6月25日発売[10]、ISBN 4-08-847638-7
  10. 2003年10月24日発売[11]、ISBN 4-08-847673-5
  11. 2004年3月25日発売[12]、ISBN 4-08-847722-7
  12. 2004年7月23日発売[13]、ISBN 4-08-847759-6
  13. 2004年11月25日発売[14]、ISBN 4-08-847797-9
  14. 2005年4月25日発売[15]、ISBN 4-08-847842-8
  15. 2005年7月25日発売[16]、ISBN 4-08-847873-8
  16. 2005年11月25日発売[17]ISBN 4-08-846003-0
  17. 2006年3月24日発売、ISBN 4-08-846038-3
  18. 2006年8月25日発売[18]、ISBN 4-08-846083-9
  19. 2006年12月25日発売、ISBN 4-08-846119-3
  20. 2007年4月25日発売[19]、ISBN 978-4-08-846160-1
  21. 2007年6月25日発売、ISBN 978-4-08-846179-3
  22. 2007年8月24日発売、ISBN 978-4-08-846201-1

### アンソロジー
- 東日本大震災チャリティー漫画本 PARTY! HANA[20][注 1]（2011年8月5日発売[21]、メディアパル、ISBN 978-4-89610-201-7）
  - パフェちっく!-壱的心情-[22]（描きおろし）

## 台湾ドラマ『パフェちっく!〜スイート・トライアングル〜』
『パフェちっく!〜スイート・トライアングル〜』（原題：愛似百匯）は台湾のテレビドラマ。
2010年12月19日から2011年3月13日まで台湾の民視で放送された。日本では2011年4月27日から2011年9月14日までフジテレビNEXTで放送された。全20話。

### エピソード・サブタイトル
全20話
| 各話   | サブタイトル         | 放送日        |
| ------ | -------------------- | ------------- |
| 第1話  | 恋したい!            | 2011年4月27日 |
| 第2話  | 目覚めた恋心         | 2011年5月4日  |
| 第3話  | 恋の不戦敗           | 2011年5月11日 |
| 第4話  | 手ごわい恋敵         | 2011年5月18日 |
| 第5話  | 恋率ゼロ?!           | 2011年5月25日 |
| 第6話  | 失恋の味             | 2011年6月1日  |
| 第7話  | 吹き抜けた恋の風     | 2011年6月8日  |
| 第8話  | 月夜の恋あかり       | 2011年6月15日 |
| 第9話  | 友達以上恋人未満     | 2011年6月22日 |
| 第10話 | 新しい恋の始まり     | 2011年6月29日 |
| 第11話 | 気になる初恋の人     | 2011年7月6日  |
| 第12話 | 恋を邪魔しないで!    | 2011年7月13日 |
| 第13話 | ねじれた恋のベクトル | 2011年7月20日 |
| 第14話 | 独りよがりの恋       | 2011年8月3日  |
| 第15話 | 恋人達のクリスマス   | 2011年8月10日 |
| 第16話 | 恋のバランス         | 2011年8月17日 |
| 第17話 | 恋愛前線 停滞中      | 2011年8月24日 |
| 第18話 | 恋する散歩道         | 2011年8月31日 |
| 第19話 | 失くした恋のかけら   | 2011年9月7日  |
| 第20話 | 恋のトライアングル   | 2011年9月14日 |

### キャスト
| 日本版役名 | 台湾版役名 | 俳優名                      |
| ---------- | ---------- | --------------------------- |
| 亀山風呼   | 胡小風     | 喩虹淵 （リーン・ユウ）     |
| 新保大也   | 邢大業     | 辰亦儒 （ケルビン、飛輪海） |
| 新保壱     | 邢一誠     | 炎亞綸 （アーロン、飛輪海） |
| 藤秋桜     | 秋櫻       | 王心如 （シンシア・ワン）   |
| 磯部智     | 張維基     | 脩 （シュウ、東城衛）       |
| 小森ちさ   | 小森       | 幃幃 （ウェイウェイ）       |
| 大林真子   | 莊大林     | 王怡文 （ワン・イーウェン） |
| 伊織恵     | 穎芝       | 侯佩岑 （パティ・ホウ）     |
| 影近       | 宜靜       | 安心亞 （アンバー・アン）   |
| 新保古都   | 邢咕嘟     | 呉兆絃 （フランシス）       |

### スタッフ
- 原作 - ななじ眺『パフェちっく!』（集英社マーガレットコミックス）
- 監督 - 呉建新（ウー・ジエンシン）
- プロデューサー - 馮家瑞（ジェリー・フォン）、黄萬伯（ホァン・ワンボー）、王傳仁（ワン・チュアンレン）

### 主題歌
オープニングテーマ
- 『守護星/GUARDIAN STAR』

歌 - 飛輪海（フェイルンハイ）
エンディングテーマ
- 『誤會/MISTAKE』

歌 - 飛輪海（フェイルンハイ）

### ソフトウェア

#### DVD
販売元：ポニーキャニオン

発売元：リッツプロダクション
- 「パフェちっく!〜スイート・トライアングル〜ノーカット版 DVD-BOXI」（2011年11月25日）
- 「パフェちっく!〜スイート・トライアングル〜ノーカット版 DVD-BOXII」（2011年12月21日）

### 日本国内放送局
| 放送地域   | 放送局         | 放送期間                      | 放送日時                     | 放送系列       |
| ---------- | -------------- | ----------------------------- | ---------------------------- | -------------- |
| 日本全域   | フジテレビNEXT | 2011年4月27日 - 9月14日       | 水曜 19:00 - 19:50           | CS放送         |
| 日本全域   | BSジャパン     | 2011年11月14日 - 12月8日      | 月曜 - 木曜 13:00 - 14:00    | BS放送         |
| 近畿広域圏 | 朝日放送       | 2011年12月1日 - 2012年3月22日 | 木曜 2:13 - 3:13（水曜深夜） | テレビ朝日系列 |
| 千葉県     | 千葉テレビ     | 2012年4月5日 - 8月30日        | 木曜 20:00 - 21:00           | 独立局         |

| 朝日放送 木曜 2:13 - 3:13（水曜深夜）枠 | 朝日放送 木曜 2:13 - 3:13（水曜深夜）枠                    | 朝日放送 木曜 2:13 - 3:13（水曜深夜）枠 |
| 前番組                                  | 番組名                                                     | 次番組                                  |
| --------------------------------------- | ---------------------------------------------------------- | --------------------------------------- |
| 愛∞無限 （2011.6.29 - 2011.11.16）      | パフェちっく! （2011.11.30 - 2012.3.21） ※本番組までドラマ | 単発特別番組枠 （2012.3.28）            |

## ネットドラマ
2018年3月31日、フジテレビオンデマンドで配信開始、最終回配信日は同年6月2日、全10話。
2018年7月12日から同年9月13日まで、地上波フジテレビ（関東ローカル）のWナイト枠（木曜0:55 - 1:25、水曜深夜）で放送された。

### 放送日程
| EP            | 配信日        | 放送日        | サブタイトル                           |
| ------------- | ------------- | ------------- | -------------------------------------- |
| Episode 01    | 2018年3月31日 | 2018年7月12日 | 三人の運命の出会い－－風呼、大也、壱   |
| Episode 02    | 2018年4月 7日 | 2018年7月19日 | 初恋の予感－－風呼と大也               |
| Episode 03    | 2018年4月14日 | 2018年7月26日 | 告白の瞬間－－風呼と大也、そして壱     |
| Episode 04    | 2018年4月21日 | 2018年8月 2日 | 恋の終わりとはじまり－－風呼、大也、壱 |
| Episode 05    | 2018年4月28日 | 2018年8月 9日 | 幸せになりたい－－風呼と大也           |
| Episode 06    | 2018年5月 5日 | 2018年8月16日 | すれちがう心－－風呼と大也、そして壱   |
| Episode 07    | 2018年5月12日 | 2018年8月23日 | 本当に好きなひとが見つかる日           |
| Episode 08    | 2018年5月19日 | 2018年8月30日 | はじめてのキスは一度だけ？             |
| Episode 09    | 2018年5月26日 | 2018年9月 6日 | こんなに好きになったことなかった       |
| Final Episode | 2018年6月 2日 | 2018年9月13日 | 最後の結末－－最愛のひと               |

### キャスト (ネットドラマ)
- 亀山風呼 - 髙橋ひかる
- 新保大也 - 中尾暢樹
- 新保壱 - 林裕一朗[23]
- 藤秋桜 - 川添野愛
- 伊織恵 - 立石晴香
- 亀山美空 - 大沢ひかる[24]
- 小森ちさ - 井頭愛海（X21）
- 大林真子 - 早乙女ゆう

### スタッフ (ネットドラマ)
- プロデューサー - 東康之
- 脚本 - 三浦駿斗、木滝りま、諸橋隼人、木梨亜美
- 演出 - 山内宗信、石井満梨奈、佐野隆英、安見悟朗

### 原作との相違
- 大也が入部してそれに続いて風呼が入部した部活動が、原作ではテニス部であったが、ネットドラマではダンス部の設定である。

| フジテレビ 木曜 0:55 - 1:25（水曜深夜）枠             | フジテレビ 木曜 0:55 - 1:25（水曜深夜）枠 | フジテレビ 木曜 0:55 - 1:25（水曜深夜）枠              |
| 前番組                                                | 番組名                                    | 次番組                                                 |
| ----------------------------------------------------- | ----------------------------------------- | ------------------------------------------------------ |
| グッドモーニング・コール our campus days ※0:55 - 1:50 | パフェちっく! - ここまでドラマ枠          | INGRESS THE ANIMATION - ここから『+Ultra』（アニメ枠） |